# Pristurus simonettai
Pristurus simonettai — вид геконоподібних ящірок родини Sphaerodactylidae. Ендемік Сомалі. Вид названий на честь італійського зоолога Альберто Марії Сімонетти (1930-2021).

## Поширення і екологія
Pristurus simonettai мешкають в прибережних районах на півдні Сомалі, від Могадішо на південь до Сар-Ууанле, розташованого в 20 км на південь від Кісмайо. Вони живуть на прибережних піщаних дюнах та на піщаних рівнинах, в чагарникових заростях і рідколіссях, трапляються в садах та в людських поселеннях.